# Volksversammlung in Kösen

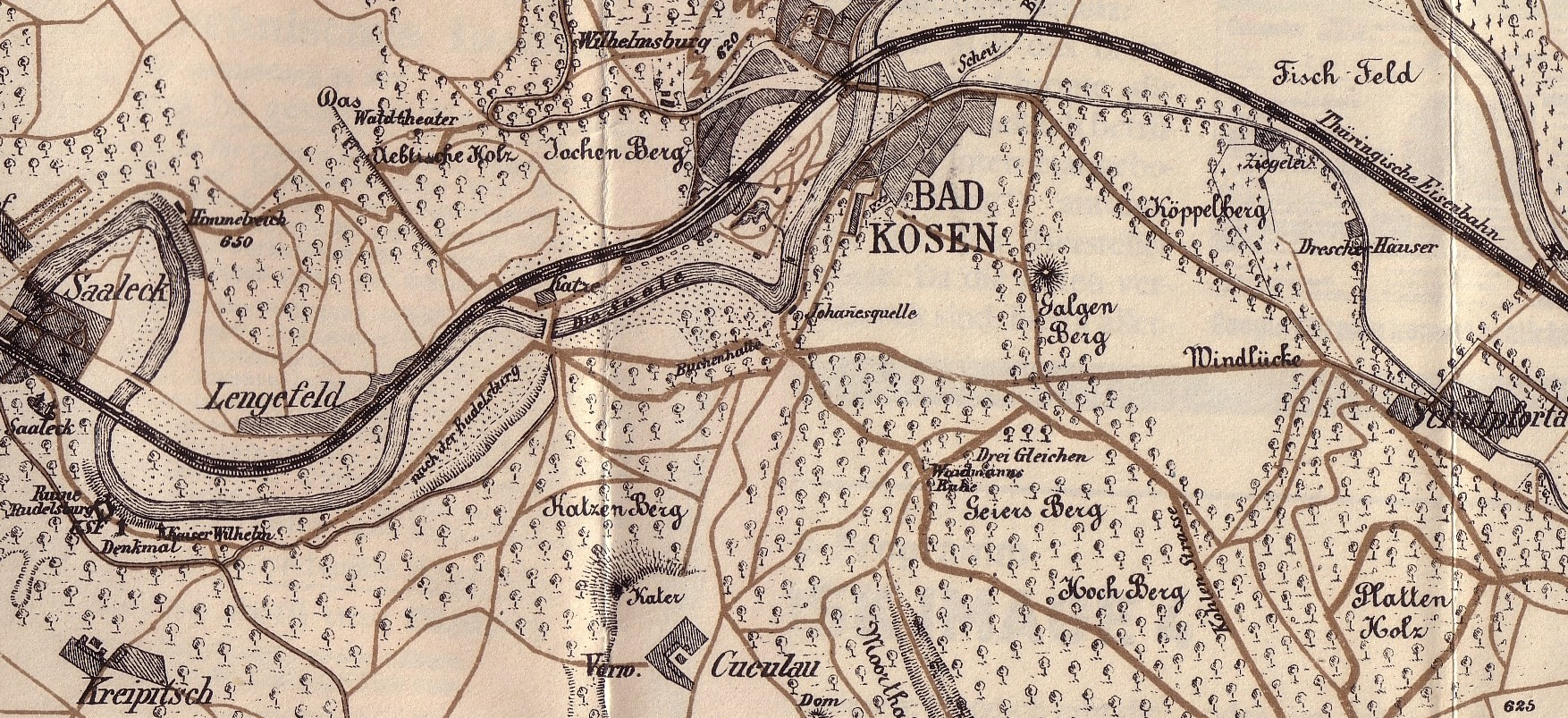
Lageplan mit der Buchenhalle südwestlich von Kösen

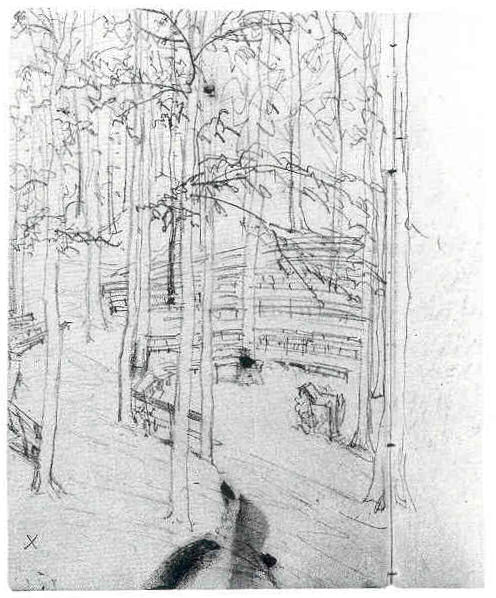
Zeichnung der Buchenhalle bei Kösen (A. Menzel 1864)

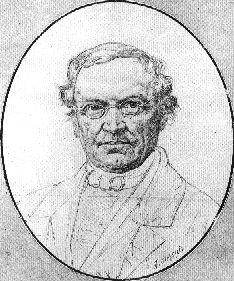
Tagungspräsident Koberstein

Die Volksversammlung in Kösen war eine politische Großveranstaltung in Form einer Kundgebung der konstitutionellen Vereine in der Buchenhalle bei Bad Kösen im Revolutionsjahr 1848. An der Veranstaltung am 9. Juli nahmen 5000 Bürger des konservativen Bildungsbürgertums überwiegend aus den ernestinischen Staaten (thüringischen) Deutschlands teil.
Die Ziele der Versammlung war die Einführung der konstitutionelle Monarchie als Staatsform für ein geeintes Deutsches Reich und auf dem Weg dahin die politische Unterstützung des am 29. Juni 1848 gewählten Reichsverwesers Johann von Österreich. Der gewählte Tagungsort lag in Mitteldeutschland und damit geographisch wie politisch günstig außerhalb der ernestinischen Länder in Preußen. Über den Kösener Bahnhof an der Thüringer Bahn war er gut erreichbar. Über 600 Personen reisten allein aus Weimar mit Sonderzügen an. Die Buchenhalle bei Kösen war ein natürliches Freilufttheater in einem Buchenhochwald am Ortsrand des damals aufstrebenden Kurbades Kösen, das unter den Klängen der Musikkapelle fußläufig vom Bahnhof aus bequem zu erreichen war.

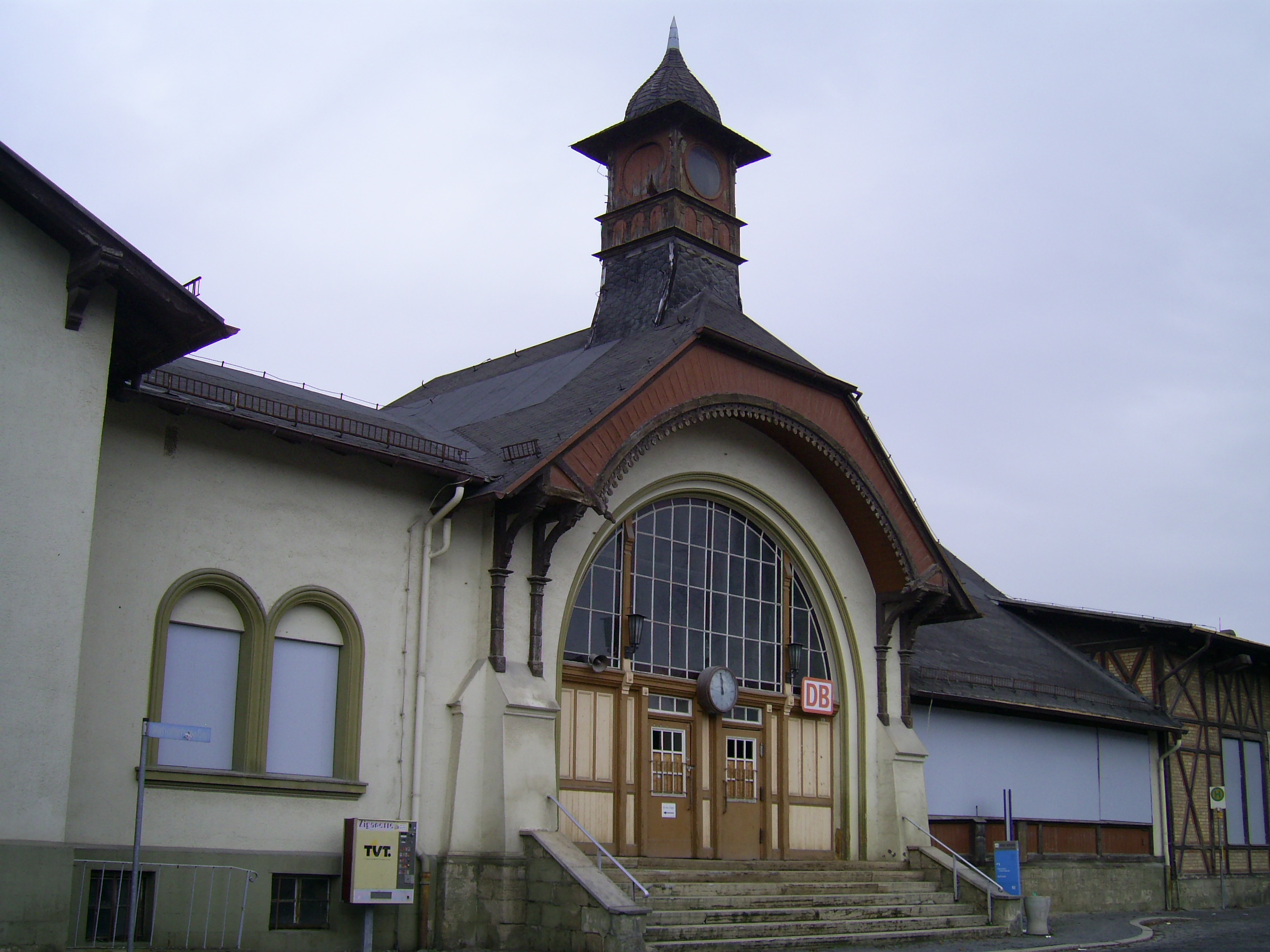
Der Kösener Bahnhof: Ort des Abschlussessens 1848 (Foto: 2007)

Die Versammlung begann bei gutem Wetter mittags unter der Tagungspräsidentschaft von Karl August Koberstein, der an der nahegelegenen Fürstenschule Schulpforta tätig war und sich politisch als Vorsitzender des Konstitutionellen Vereins von Naumburg (Saale) engagierte, mit dem 1815 von Ernst Moritz Arndt geschaffenen Bundeslied Sind wir vereint zur guten Stunde und der Eröffnungsrede des Tagungspräsidenten. Weitere Redner der Kundgebung waren:
- Gustav von Ekendal, zweiter Vizepräsident des Konstitutionellen Vereins in Weimar
- von Groß
- Alexander Göschen, Arzt und erster Vizepräsident des Konstitutionellen Vereins in Leipzig
- der Dichterjurist Wilhelm Genast, Rechtsanwalt in Weimar
- Karl Steinhart, Schulpforta
- Burmeister, Halle (Saale)
- Gustav Hase, Weimar
- Eidam, Weißenfels
- Anton Vollert, Jena
- Hofrat Hermann Sauppe, Weimar

Die Redner der Versammlung waren sich einig, dass die Republikaner eine Gefahr für Deutschland darstellten und politisch zu bekämpfen seien. Eine in diese Richtung gehende Resolution des Deutschen Vereins Leipzig vom Vortage machte sich die Versammlung zu eigen. Auslöser war der Protest von 92 Abgeordneten der Republikanischen Partei in der Frankfurter Nationalversammlung gegen die Wahl des Reichsverwesers. 
Die Versammlung schloss mit einem Hoch auf den Reichsverweser, den Präsidenten der Nationalversammlung Heinrich von Gagern und die Fürstenschule Schulpforta. Die Versammlung sang sodann das patriotische Lied Was ist des Deutschen Vaterland und brachte ein weiteres Hoch auf den Konstitutionellen Verein in Weimar aus.
Die Abgeordneten nahmen gegen vier noch ein Essen im Kösener Bahnhof ein, die übrigen Teilnehmer der Kundgebung verteilten sich auf Restaurants und Gaststätten in Kösen und seiner näheren Umgebung im Saaletal, so dass die Versammlung in ein allgemeines Volksfest überging.